# Wrzelowiec
Wrzelowiec – wieś (1543–1824 miasto) w Polsce, położona w województwie lubelskim, w powiecie opolskim, w gminie Opole Lubelskie.
| SIMC    | Nazwa           | Rodzaj    |
| ------- | --------------- | --------- |
| 0388659 | Kierzki         | część wsi |
| 1023032 | Wrzelowiec Mały | część wsi |

W latach 1975–1998 wieś należała administracyjnie do województwa lubelskiego.
Na terenie wsi utworzono dwa sołectwa Wrzelowiec  i Wrzelowiec-Kierzki w gminie Opole Lubelskie. Według Narodowego Spisu Powszechnego z roku 2011 wieś liczyła 455 mieszkańców.
Prawa miejskie do 12 października 1824. W latach 1973–1976 miejscowość była siedzibą gminy Wrzelowiec.
Wieś położona jest w Małopolsce, w ziemi lubelskiej.